# Astragalus hajastanus
Astragalus hajastanus är en ärtväxtart som beskrevs av Aleksandr Alfonsovitj Grossgejm. Astragalus hajastanus ingår i släktet vedlar, och familjen ärtväxter. Inga underarter finns listade i Catalogue of Life.